# Der Turm der blauen Pferde
Der Turm der blauen Pferde ist der Titel eines Gemäldes des 1916 im Ersten Weltkrieg gefallenen expressionistischen Malers Franz Marc aus dem Jahr 1913. Es gehört zu seinen bekanntesten Werken und gilt seit dem Ende des Zweiten Weltkriegs 1945 als verschollen. Der letzte bekannte Besitzer war Hermann Göring, der das Gemälde nach seiner Entfernung aus der Ausstellung „Entartete Kunst“ im Jahr 1937 in München für seine Kunstsammlung vereinnahmt hatte.

## Beschreibung
Das großformatige Gemälde mit den Maßen 200 × 130 cm ist nur noch auf Reproduktionen zu betrachten, da es seit dem Ende des Zweiten Weltkriegs verschollen ist. Eine Gruppe von vier frontal übereinander gestaffelten Pferden in blauen Farbtönen mit nach links gewandten Köpfen auf mächtigen, fast lebensgroßen Leibern dominieren das Bild. Ihre Kruppen bilden den Bildmittelpunkt. Am linken Bildrand schließt sich eine abstrahierte Felslandschaft in Gelb-, Braun- und Rottönen an, die von einem orangefarbenen gestreiften Regenbogen auf gelbem Grund überwölbt wird. Der Regenbogen und die Mondsichel sowie die Kreuze auf dem Körper des ersten Pferdes im Bildvordergrund bilden möglicherweise Marcs Intention ab, die Einheit von Kosmos und Natur darzustellen.

## Geschichte des Gemäldes

### Entstehung im Jahr 1913
Der Turm der blauen Pferde entstammt dem beginnenden abstrakten Malstil des Künstlers und entstand in seinem Wohnort Sindelsdorf. Das Thema „Pferd“ beschäftigte Marc bereits seit längerem. Als Beispiel sei sein bekanntes Gemälde Blaues Pferd I aus dem Jahr 1911 genannt, das ein in blauen Farben gemaltes Fohlen zeigt, das den Kopf zur Seite neigt.

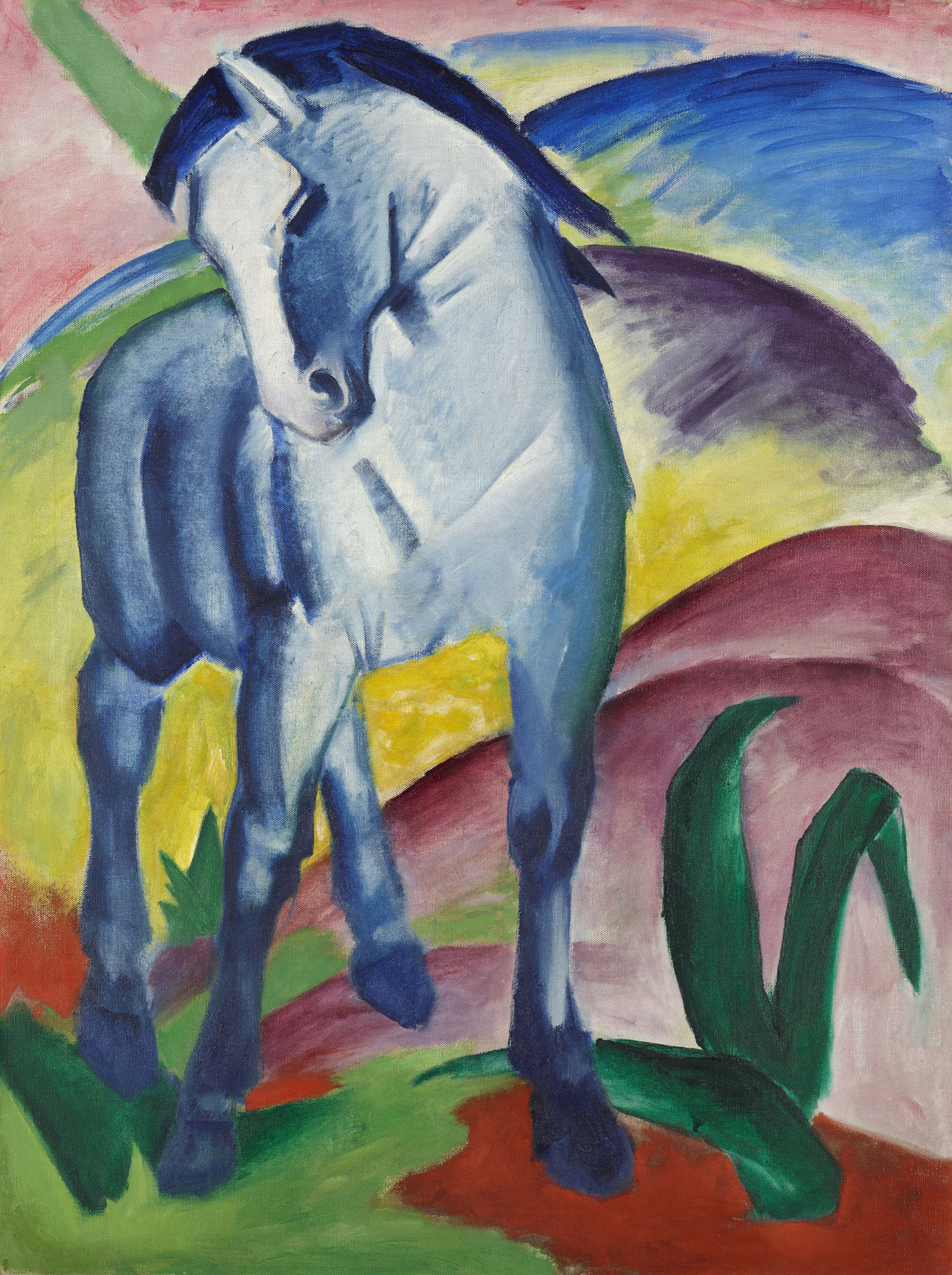
Blaues Pferd I, 1911, Öl auf Leinwand, Lenbachhaus, München

In seiner Farbtheorie bestimmt die Farbe Blau das männliche Geschlecht: Franz Marc formulierte sie in einem Brief an Macke vom 12. Dezember 1910:
„Blau ist das männliche Prinzip, herb und geistig. Gelb das weibliche Prinzip, sanft, heiter und sinnlich. Rot die Materie, brutal und schwer und stets die Farbe, die von den anderen beiden bekämpft und überwunden werden muß! Mischst Du z. B. das ernste, geistige Blau mit Rot, dann steigerst Du das Blau bis zur unerträglichen Trauer, und das versöhnende Gelb, die Komplementärfarbe zu Violett, wird unerläßlich. […] Mischst Du Rot und Gelb zu Orange, so gibst Du dem passiven und weiblichen Gelb eine megärenhafte, sinnliche Gewalt, daß das kühle, geistige Blau wiederum unerläßlich wird, der Mann, und zwar stellt sich das Blau sofort und automatisch neben Orange, die Farben lieben sich. Blau und Orange, ein durchaus festlicher Klang. Mischst Du nun aber Blau und Gelb zu Grün, so weckst Du Rot, die Materie, die Erde, zum Leben.“

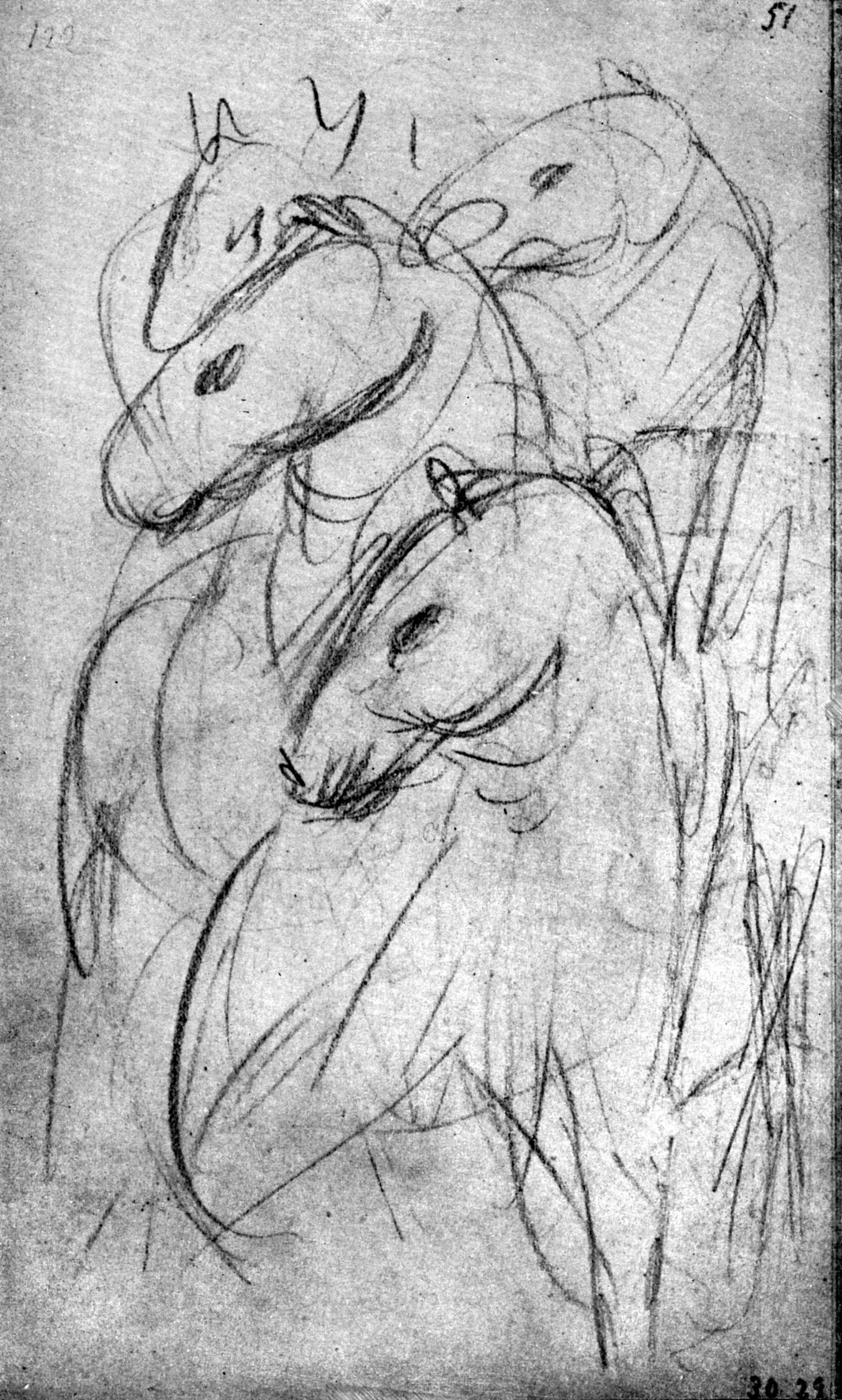
Der Turm der blauen Pferde, 1912/1913. Bleistift auf Papier, Privatbesitz

Die Farbe Gelb als weibliches Prinzip wandte Marc beispielsweise in seinem Werk Die gelbe Kuh aus dem Jahr 1911 an; es war auf der ersten Ausstellung des Blauen Reiters, die vom 18. Dezember 1911 bis zum 1. Januar 1912 in München lief, zu sehen.

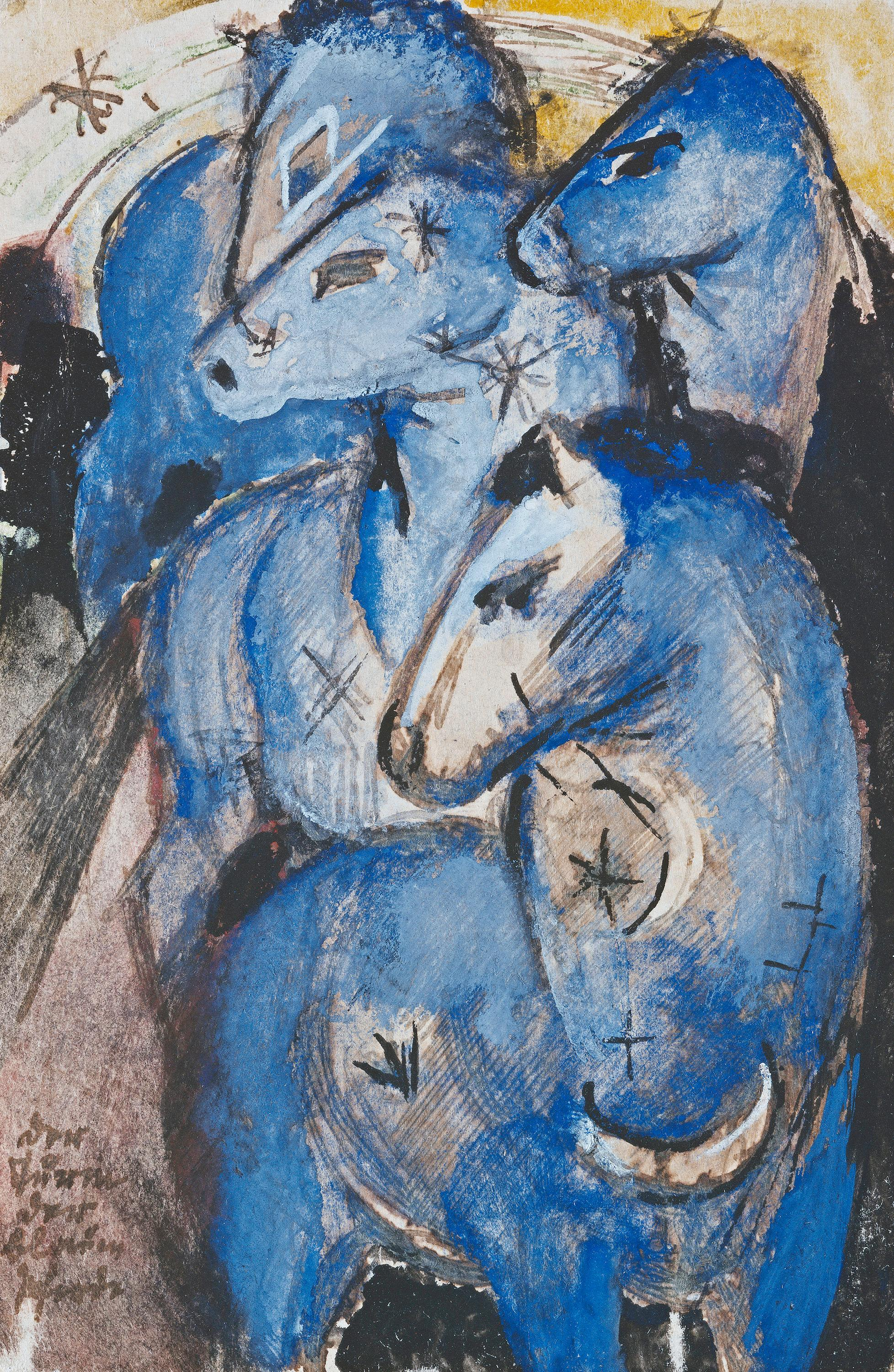
Der Turm der blauen Pferde, 1912/1913. Deckfarbe und Tusche auf Papier, Staatliche Graphische Sammlung München

Auf einer Postkarte aus dem Jahr 1912 ist eine Zeichnung zu sehen, ausgeführt mit Tinte und Tusche, die er 1912 an die befreundete Dichterin Else Lasker-Schüler schickte. Neben einem Pferd und einem Reiter stehen die Worte: „Der blaue Reiter präsentiert Eurer Hoheit sein blaues Pferd …“ Es war der erste von 28 Kartengrüßen, die er an die Dichterin schickte. Ein Neujahrsgruß an Lasker-Schüler 1913 im Format 14 × 9 cm war der erste farbige Entwurf auf Papier zum Gemälde. Er hatte ihn aus einer kurz zuvor gefertigten Bleistiftskizze entwickelt und die Halbmonde und Sterne als Insignien eingeschrieben, mit denen die Dichterin ihren Dankesbrief besiegelt hatte. Die Welt Marcs ist so, laut Peter-Klaus Schuster, „mit allen Versatzstücken jenseitiger, überirdischer Schönheit geschmückt, deren sich auch die Dichterin bedient“. Diese Details übernahm Marc in sein gleichnamiges Gemälde.
Das Bild entstand in den ersten Monaten des neuen Jahres, der Freund Wassily Kandinsky sah das Bild in Sindelsdorf noch auf der Staffelei auf dem Speicher des Bauernhauses, wo Marc auch im Winter sein Atelier hatte.
Franz Marc war an der Ausgestaltung von Herwarth Waldens Erstem deutschen Herbstsalon beteiligt, der vom 18. September bis zum 1. Dezember 1913 in Berlin stattfand. Er zeigte Gemälde internationaler Avantgarde, die zu heftigen Reaktionen in der Berliner Öffentlichkeit führten. Marc gab sieben neue Bilder in die Ausstellung, darunter Tierschicksale und Der Turm der blauen Pferde, der im  Ausstellungskatalog die Nummer 272 trug.

### Ausstellung und Verbleib
Der Turm der blauen Pferde wurde im Juli 1919 von Ludwig Justi, dem Direktor der Nationalgalerie Berlin, unter Anraten von August Gaul für 20.000 Reichsmark von Marcs Witwe Maria Marc erworben und hing im Kronprinzenpalais an hervorragender Stelle. Die Besucher der Olympischen Spiele 1936 konnten es noch sehen, 1937 wurde es abgehängt, da nun die Nationalsozialisten unter anderem Franz Marc als „entarteten Künstler“ diffamierten. Sie beschlagnahmten mehr als 130 seiner Werke aus deutschen Sammlungen und Museen, darunter auch den ganzen Besitz an Marc-Bildern der Nationalgalerie. Sechs davon wurden ab dem 19. Juli 1937 in der Ausstellung „Entartete Kunst“ im Archäologischen Institut der Hofgartenarkaden ausgestellt.
Der Turm der blauen Pferde mit der Verzeichnis-Nummer 14126 wurde, wie auch die anderen Werke Marcs, aus der Ausstellung entfernt, nachdem der Deutsche Offiziersbund bei der Reichskammer der bildenden Künste dagegen protestiert hatte, dass Bilder eines Frontsoldaten, der im Ersten Weltkrieg bei Verdun gefallen sei, in der Ausstellung gezeigt würden. Die Frankfurter Zeitung registrierte am 14. November 1937 lakonisch die Entfernung der „Blauen Pferde“. Da die als „entartet“ geltenden Werke devisenbringend in der Schweiz verkauft werden sollten, wurden sie im Schloss Niederschönhausen zwischengelagert. In der entsprechenden Liste ist der Turm der Blauen Pferde aufgeführt und mit 80.000 Reichsmark bewertet. Hermann Göring wählte 13 Gemälde aus, die er für seine Sammlung vereinnahmte, darunter von Marc Hirsche im Walde und Der Turm der blauen Pferde, der nun mit 20.000 Reichsmark bewertet war. Für alle Bilder zusammen soll Göring 165.000 Reichsmark bezahlt haben.
Der Kunsthistoriker und ehemalige Reichskunstwart Edwin Redslob und der Berliner Journalist Joachim Nawrocki wollen das Gemälde noch nach Kriegsende in Berlin gesehen haben. Nach Redslob sei es um 1945 im „Haus am Waldsee“ (früher Sitz der Reichsfilmkammer) in Zehlendorf gewesen, während es Nawrocki etwa 1948/49 in einem Jugendheim gleich nebenan sah. Er berichtete, dass das Gemälde durch Einschnitte beschädigt gewesen sei. Das Jugendheim war das ehemalige Wohnhaus von Wolf-Heinrich von Helldorff, vormals Polizeipräsident von Berlin, der 1944 als Widerstandskämpfer hingerichtet wurde.
Im Jahr 2001 gab es Vermutungen, dass sich das Gemälde in einem Zürcher Banksafe befände, was sich jedoch nicht beweisen ließ. Der Turm der blauen Pferde ist auch gegenwärtig verschollen, und es ist unbekannt, ob es zerstört oder als Beutekunst verschleppt wurde.

## Farbreproduktion
Das Gemälde ist in vielfältigen und voneinander abweichenden Farbabbildungen überliefert, die vor 1933 und nach dem Zweiten Weltkrieg und dem Verschwinden des Originals als Kunstdrucke und Postkarten von Münchner Firmen wie Bruckmann oder Hanfstaengl verbreitet wurden. Auf Grund seiner Bedeutung wurde es häufig in Bildbänden, Monografien und Ausstellungskatalogen abgebildet, dabei wurde in der Regel auf die Provenienz des Ölbildes verwiesen. Im Werkverzeichnis von 2004 wurde eine Farbvorlage des Bildarchivs Artothek verwendet.